# Pastırma
Pastırma, bastırma ou pasturma, est une charcuterie composée de la viande rouge de bœuf fortement pressée et séchée à l'air, de la cuisine anatolienne. Elle est aussi présente dans les anciens pays ottomans.

## Description

Pastirma.

Le pastırma est un nom turc, dérivé du verbe basmak signifiant « presser, appuyer ». Le mot est employé avec des variantes mineures dans les diverses langues de la région : pastërma en albanais ; باسطرمة (basturma) en arabe ; բաստուրմա (basturma) en arménien ; bastırma en azéri ; pastırma en turc, bosnien, croate, macédonien et serbe[Quoi ?] ; pasturma en bulgare ; παστουρμάς, pastourmás ou παστουρμάς pastourmás en grec et pastramă en roumain.
L'usage de la viande séchée de bœuf est courante dans cette région depuis des siècles. Andrew Dalby mentionne son utilisation à Byzance. Le pastırma lui-même est habituellement considéré comme une spécialité arméno-turque (les charcuteries arméniennes sont réputées), bien qu'il soit produit et consommé dans une vaste région de l'Europe de l'Est et du Moyen-Orient qui correspond aux territoires appartenant autrefois à l'Empire ottoman.
Une légende dit que les cavaliers turcs de l'Asie centrale avaient l'habitude de conserver la viande en plaçant des galettes dans les poches latérales de leur selle, où elles étaient serrées par leurs jambes pendant qu'ils chevauchaient.
Le bœuf, de préférence jeune, est la viande la plus commune aujourd'hui mais d'autres viandes sont également employées, y compris le chameau, l'agneau, la chèvre et le buffle.
Le pastırma est préparé en salant le morceau de viande tout en le pressant afin d'éliminer le maximum d'eau et de sang. La viande une fois sèche est prête pour être recouverte d'une pâte à base principalement d'ail, de cumin, de fenugrec appelé çemen en turc, de paprika, de piment d'Alep, le tout broyé. Une fois la viande enrobée de cette pâte de couleur rouge bordeaux, elle est laissée à l'air libre (cette préparation se fait plutôt en hiver).
Il peut être servi en mezzé, en tranches minces, habituellement crues, mais peut parfois être légèrement grillé, ou être ajouté aux différents plats, le plus célèbre étant un plat de haricots. Il est souvent accompagné d'un verre de rakı.
En Turquie, la version épicée, souvent appelée le Kayseri pastırması ou pasturma de Kayseri, est la plus commune. Le rumeli pastırması ou pasturma de Roumélie (les pays chrétiens de l'Empire ottoman situés à l'Ouest, donc essentiellement les pays balkaniques) est moins connu. Le pastırma balkanique est simplement salé.

## Galerie

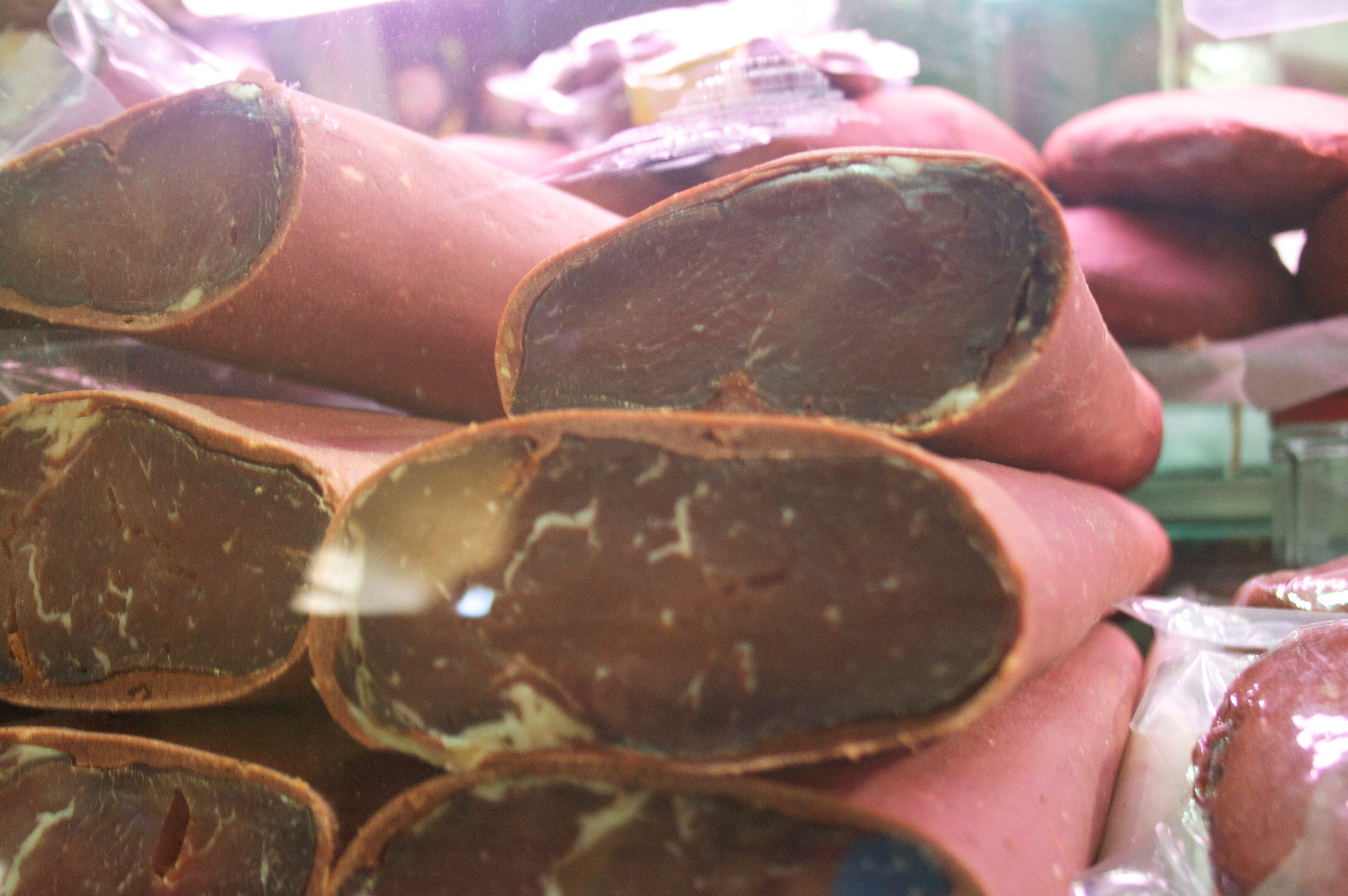
Pastirmas turcs entier.
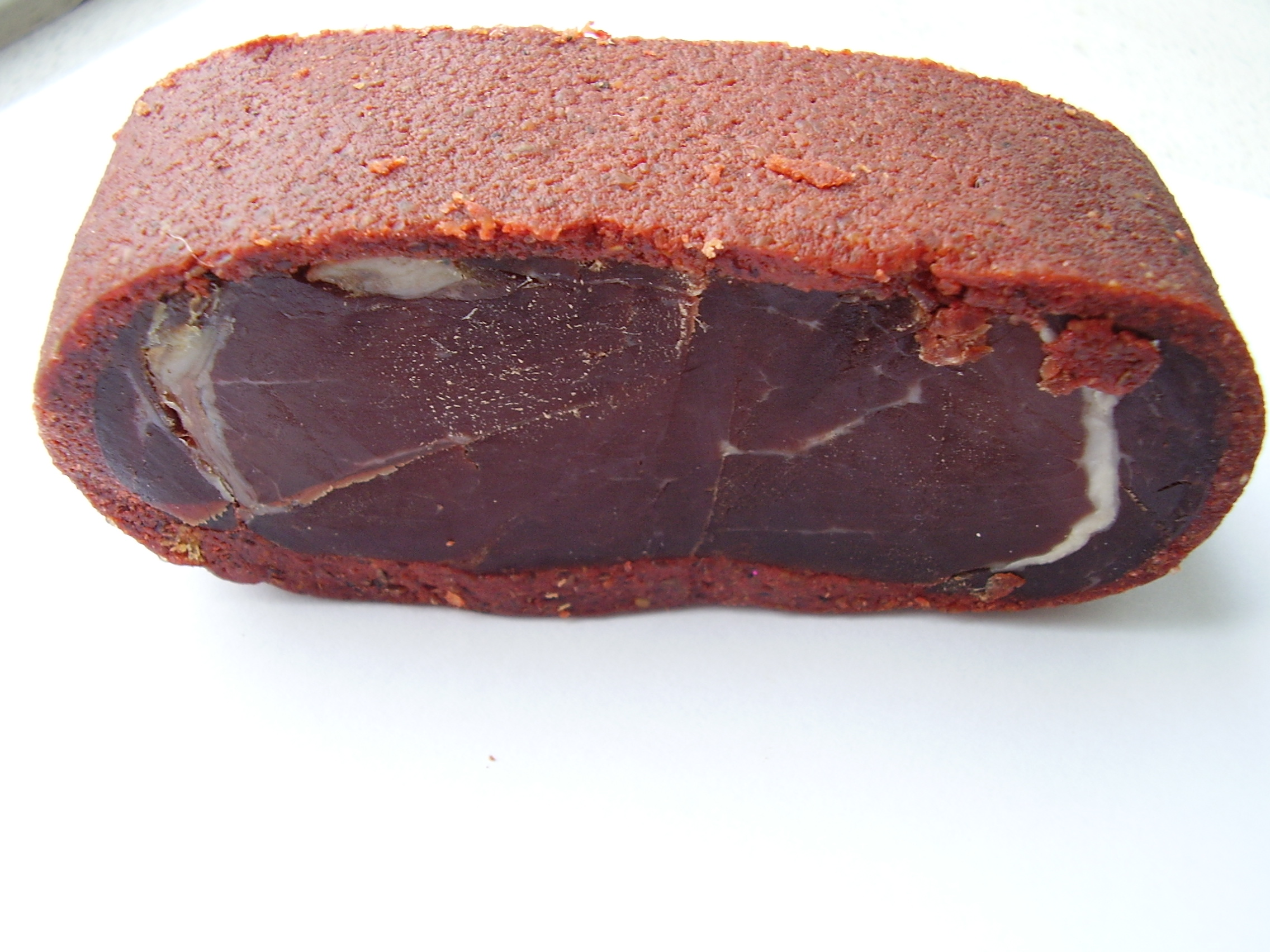
Bastourma arménien entier.
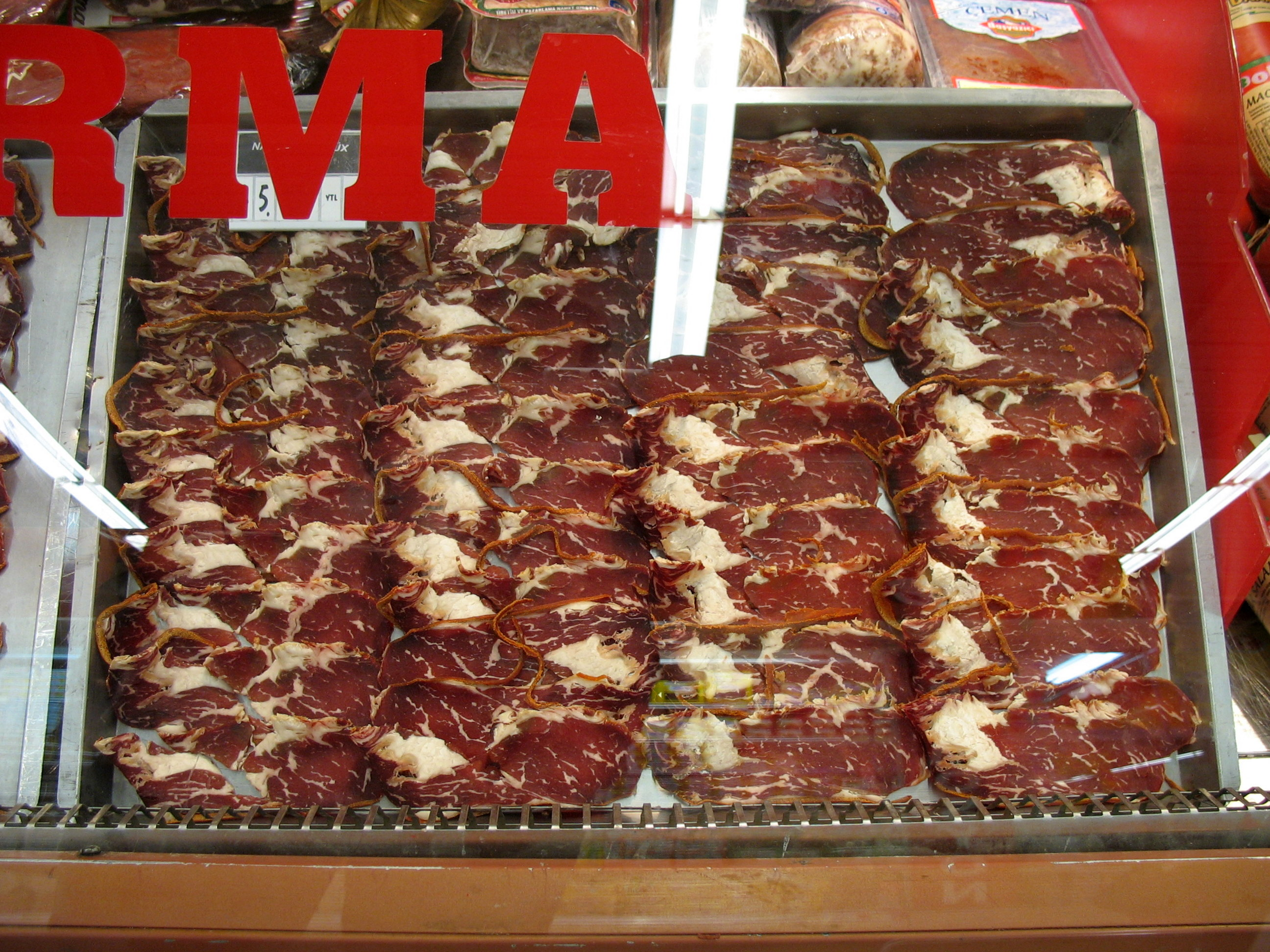
Étal de pastirmas turcs.
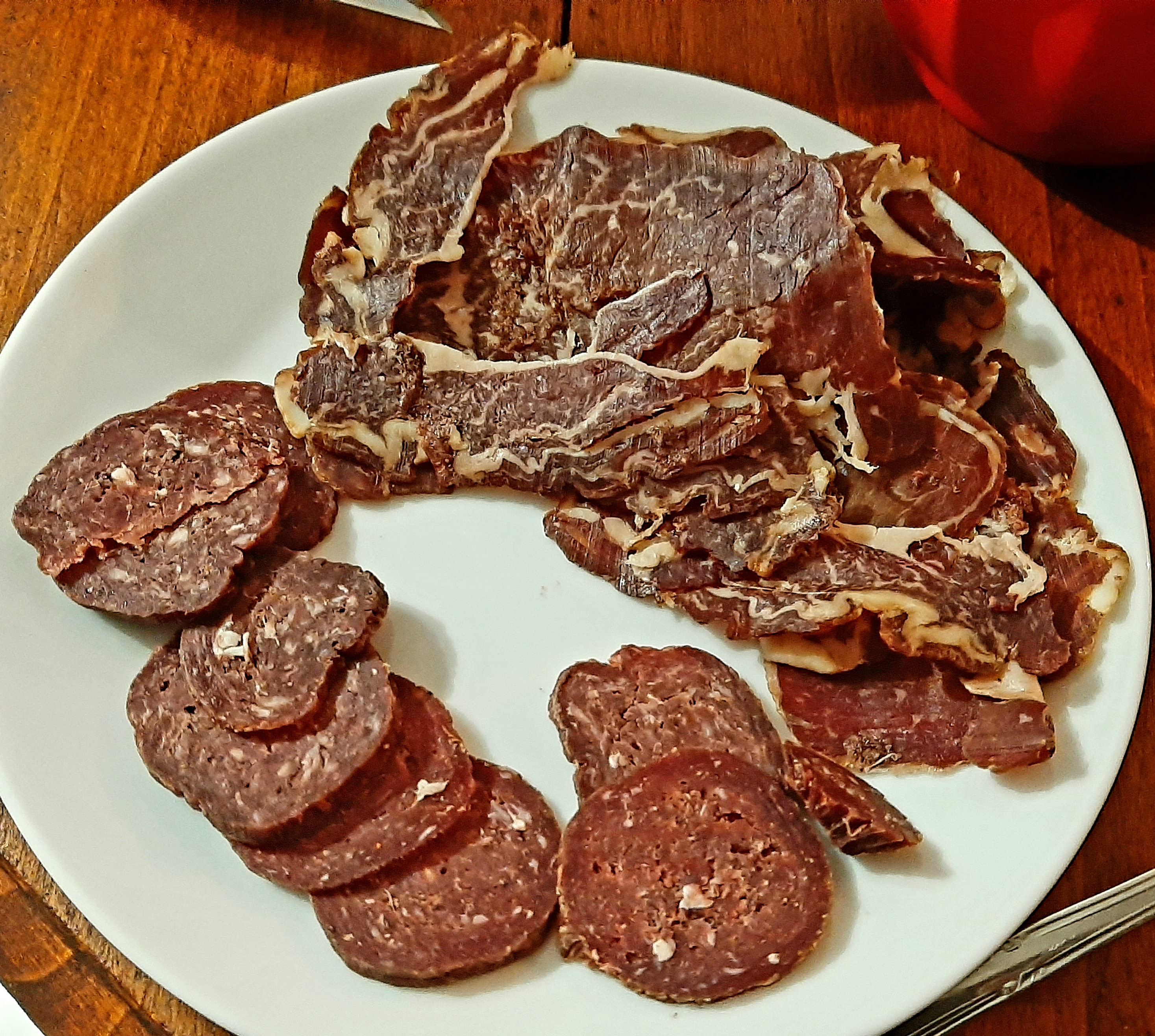
Tranches de bastourma et de soudjouk arméniens.